# Eleições autárquicas de 2009 em Vila Nova de Gaia
As eleições autárquicas de 2009 serviram para eleger os membros dos diferentes órgãos do poder local no Concelho de Vila Nova de Gaia.
Luís Filipe Menezes, presidente da Câmara desde 1997 pela coligação PSD-CDS, conseguiu o melhor resultado de sempre ao obter 61,98% dos votos e 8 vereadores.
O Partido Socialista ficou-se pelos 25,3% dos votos, muito longe de ameaçar a vitória social-democrata.
Por fim, tanto a Coligação Democrática Unitária como o Bloco de Esquerda não conseguiram eleger nenhum vereador.

## Resultados Oficiais
Os resultados nos diferentes órgãos do poder local no Concelho de Vila Nova de Gaia foram os seguintes:

### Câmara Municipal
| Partido                 | Partido                        | Votos   | %               | +/-  | Vereadores | +/-     |
| ----------------------- | ------------------------------ | ------- | --------------- | ---- | ---------- | ------- |
|                         | PSD-CDS                        | 92 486  | 61,98 / 100,00  | 6,98 | 8 / 11     | 1       |
|                         | Partido Socialista             | 37 790  | 25,32 / 100,00  | 2,67 | 3 / 11     | Estável |
|                         | Coligação Democrática Unitária | 9 398   | 6,30 / 100,00   | 1,98 | 0 / 11     | 1       |
|                         | Bloco de Esquerda              | 4 828   | 3,24 / 100,00   | 0,53 | 0 / 11     | Estável |
|                         | Partido da Terra               | 993     | 0,67 / 100,00   | 0,04 | 0 / 11     | Estável |
| Votos Inválidos         | Votos Inválidos                | 3 733   | 2,50 / 100,00   | 1,40 |            |         |
| Total                   | Total                          | 149 228 | 100,00 / 100,00 |      | 11 / 11    |         |
| Eleitorado/Participação | Eleitorado/Participação        | 249 920 | 59,71 / 100,00  | 0,96 |            |         |

### Assembleia Municipal
| Partido                 | Partido                        | Votos   | %               | +/-  | Vereadores | +/-     |
| ----------------------- | ------------------------------ | ------- | --------------- | ---- | ---------- | ------- |
|                         | PSD-CDS                        | 78 188  | 52,46 / 100,00  | 6,17 | 18 / 33    | 2       |
|                         | Partido Socialista             | 45 972  | 30,84 / 100,00  | 2,37 | 11 / 33    | 1       |
|                         | Coligação Democrática Unitária | 10 890  | 7,31 / 100,00   | 1,86 | 2 / 33     | 1       |
|                         | Bloco de Esquerda              | 8 373   | 5,62 / 100,00   | 0,07 | 2 / 33     | Estável |
|                         | Movimento Mérito e Sociedade   | 1 173   | 0,79 / 100,00   | Novo | 0 / 33     | Novo    |
| Votos Inválidos         | Votos Inválidos                | 4 458   | 2,99 / 100,00   | 1,52 |            |         |
| Total                   | Total                          | 149 054 | 100,00 / 100,00 |      | 33 / 33    |         |
| Eleitorado/Participação | Eleitorado/Participação        | 249 920 | 59,64 / 100,00  | 1,05 |            |         |

### Juntas de Freguesia
| Partido                 | Partido                        | Votos   | %               | +/-  | Presidentes | +/-     | Mandatos  | +/-     |
| ----------------------- | ------------------------------ | ------- | --------------- | ---- | ----------- | ------- | --------- | ------- |
|                         | PSD-CDS                        | 69 159  | 46,34 / 100,00  | 7,35 | 17 / 24     | 4       | 159 / 312 | 26      |
|                         | Partido Socialista             | 50 499  | 33,84 / 100,00  | 3,93 | 5 / 24      | 4       | 115 / 312 | 11      |
|                         | Coligação Democrática Unitária | 10 752  | 7,20 / 100,00   | 1,43 | 0 / 24      | Estável | 11 / 312  | 6       |
|                         | Grupo de Cidadãos              | 8 662   | 5,80 / 100,00   | 0,09 | 2 / 24      | Estável | 23 / 312  | 5       |
|                         | Bloco de Esquerda              | 4 935   | 3,24 / 100,00   | 0,53 | 0 / 24      | Estável | 4 / 312   | Estável |
|                         | Movimento Mérito e Sociedade   | 277     | 0,19 / 100,00   | Novo | 0 / 24      | Novo    | 0 / 312   | Novo    |
| Votos Inválidos         | Votos Inválidos                | 4 946   | 3,31 / 100,00   | 1,77 |             |         |           |         |
| Total                   | Total                          | 149 230 | 100,00 / 100,00 |      | 24 / 24     |         | 312 / 312 | 14      |
| Eleitorado/Participação | Eleitorado/Participação        | 249 920 | 59,71 / 100,00  | 0,98 |             |         |           |         |

## Resultados por Freguesia

### Câmara Municipal
| Freguesia                         | %        | %     | %    | %    | %    | Votantes |
| Freguesia                         | PSD- CDS | PS    | CDU  | BE   | MPT  | Votantes |
| --------------------------------- | -------- | ----- | ---- | ---- | ---- | -------- |
| Arcozelo                          | 67,96    | 20,26 | 5,41 | 3,29 | 0,67 | 7 119    |
| Avintes                           | 55,56    | 29,85 | 9,38 | 2,53 | 0,39 | 6 366    |
| Canelas                           | 60,51    | 28,17 | 4,95 | 3,10 | 0,59 | 6 283    |
| Canidelo                          | 65,02    | 21,48 | 6,51 | 4,11 | 0,45 | 12 203   |
| Crestuma                          | 59,54    | 28,51 | 5,93 | 1,98 | 1,28 | 2 024    |
| Grijó                             | 56,82    | 27,68 | 5,86 | 2,84 | 3,07 | 6 091    |
| Gulpilhares                       | 66,54    | 19,74 | 5,54 | 3,86 | 1,02 | 4 925    |
| Lever                             | 66,50    | 22,40 | 5,45 | 1,85 | 0,68 | 2 054    |
| Madalena                          | 59,63    | 29,11 | 5,21 | 2,92 | 0,63 | 5 105    |
| Mafamude                          | 67,19    | 17,97 | 8,07 | 4,01 | 0,66 | 17 925   |
| Olival                            | 50,43    | 42,19 | 3,21 | 1,62 | 0,39 | 4 138    |
| Oliveira do Douro                 | 57,37    | 29,14 | 7,59 | 3,27 | 0,55 | 11 500   |
| Pedroso                           | 58,92    | 30,62 | 4,18 | 2,58 | 0,74 | 9 228    |
| Perosinho                         | 62,35    | 27,11 | 5,24 | 2,25 | 0,42 | 3 113    |
| Sandim                            | 58,41    | 33,57 | 3,19 | 1,51 | 0,65 | 3 700    |
| São Félix da Marinha              | 57,86    | 30,68 | 5,81 | 2,23 | 0,50 | 6 180    |
| São Pedro da Afurada              | 73,77    | 18,13 | 3,25 | 2,36 | 0,18 | 1 693    |
| Seixezelo                         | 65,92    | 23,37 | 4,45 | 2,23 | 0,43 | 1 168    |
| Sermonde                          | 55,64    | 35,76 | 4,36 | 3,03 | 0,12 | 825      |
| Serzedo                           | 62,03    | 27,41 | 5,19 | 2,27 | 0,36 | 3 914    |
| Valadares                         | 59,51    | 25,30 | 8,91 | 3,26 | 0,57 | 5 399    |
| Vila Nova de Gaia - Santa Marinha | 65,09    | 20,92 | 7,28 | 4,27 | 0,42 | 13 826   |
| Vilar de Andorinho                | 60,30    | 26,33 | 6,39 | 3,75 | 0,53 | 7 735    |
| Vilar do Paraíso                  | 65,40    | 22,43 | 5,62 | 3,66 | 0,49 | 6 714    |
| Vila Nova de Gaia                 | 61,98    | 25,32 | 6,30 | 3,24 | 0,67 | 149 228  |

### Assembleia Municipal
| Freguesia                         | %        | %     | %     | %    | %    | Votantes |
| Freguesia                         | PSD- CDS | PS    | CDU   | BE   | MMS  | Votantes |
| --------------------------------- | -------- | ----- | ----- | ---- | ---- | -------- |
| Arcozelo                          | 61,78    | 23,39 | 5,91  | 5,01 | 1,03 | 7 119    |
| Avintes                           | 48,54    | 33,03 | 10,79 | 4,32 | 0,50 | 6 366    |
| Canelas                           | 50,34    | 34,24 | 5,92  | 5,81 | 0,54 | 6 285    |
| Canidelo                          | 54,44    | 27,30 | 7,38  | 7,40 | 0,49 | 12 203   |
| Crestuma                          | 55,34    | 31,57 | 5,48  | 3,56 | 0,94 | 2 024    |
| Grijó                             | 52,64    | 29,74 | 7,45  | 4,75 | 1,21 | 5 891    |
| Gulpilhares                       | 54,96    | 25,39 | 6,71  | 6,17 | 2,80 | 4 931    |
| Lever                             | 61,44    | 25,46 | 6,23  | 2,68 | 0,44 | 2 054    |
| Madalena                          | 49,36    | 35,48 | 6,46  | 5,21 | 0,53 | 5 105    |
| Mafamude                          | 55,15    | 26,03 | 7,63  | 7,11 | 1,47 | 17 925   |
| Olival                            | 46,35    | 44,20 | 4,06  | 2,61 | 0,39 | 4 138    |
| Oliveira do Douro                 | 43,26    | 37,67 | 9,42  | 6,00 | 0,88 | 11 500   |
| Pedroso                           | 51,57    | 34,49 | 5,22  | 4,58 | 0,64 | 9 228    |
| Perosinho                         | 55,83    | 31,00 | 5,72  | 3,85 | 0,45 | 3 113    |
| Sandim                            | 54,19    | 35,38 | 3,57  | 2,95 | 0,70 | 3 700    |
| São Félix da Marinha              | 51,07    | 34,63 | 6,83  | 3,75 | 0,52 | 6 180    |
| São Pedro da Afurada              | 64,44    | 23,33 | 5,14  | 4,19 | 0,18 | 1 693    |
| Seixezelo                         | 62,07    | 26,28 | 5,14  | 2,83 | 0,43 | 1 168    |
| Sermonde                          | 48,61    | 39,27 | 6,18  | 3,88 | 0,48 | 825      |
| Serzedo                           | 54,59    | 31,36 | 6,34  | 3,65 | 0,51 | 3 913    |
| Valadares                         | 47,14    | 32,84 | 10,85 | 5,87 | 0,48 | 5 399    |
| Vila Nova de Gaia - Santa Marinha | 55,39    | 25,92 | 8,86  | 7,10 | 0,47 | 13 845   |
| Vilar de Andorinho                | 44,99    | 36,03 | 7,95  | 6,98 | 0,61 | 7 735    |
| Vilar do Paraíso                  | 55,06    | 28,55 | 6,90  | 6,27 | 0,42 | 6 714    |
| Vila Nova de Gaia                 | 52,46    | 30,84 | 7,31  | 5,62 | 0,79 | 149 054  |

### Juntas de Freguesia
| Freguesia                         | 2005-2009 | 2005-2009          | 2005-2009      | 2009-2013 | 2009-2013          | 2009-2013      |
| --------------------------------- | --------- | ------------------ | -------------- | --------- | ------------------ | -------------- |
| Arcozelo                          |           | PSD-CDS            | 46,25 / 100,00 |           | PSD-CDS            | 57,51 / 100,00 |
| Avintes                           |           | Partido Socialista | 41,69 / 100,00 |           | PSD-CDS            | 51,04 / 100,00 |
| Canelas                           |           | Partido Socialista | 46,03 / 100,00 |           | PSD-CDS            | 47,26 / 100,00 |
| Canidelo                          |           | PSD-CDS            | 49,49 / 100,00 |           | PSD-CDS            | 56,11 / 100,00 |
| Crestuma                          |           | PSD-CDS            | 49,20 / 100,00 |           | PSD-CDS            | 47,43 / 100,00 |
| Grijó                             |           | Partido Socialista | 55,85 / 100,00 |           | Grupo de Cidadãos  | 43,89 / 100,00 |
| Gulpilhares                       |           | Partido Socialista | 55,06 / 100,00 |           | Grupo de Cidadãos  | 56,37 / 100,00 |
| Lever                             |           | PSD-CDS            | 52,38 / 100,00 |           | PSD-CDS            | 59,49 / 100,00 |
| Madalena                          |           | Partido Socialista | 53,08 / 100,00 |           | PSD-CDS            | 44,92 / 100,00 |
| Mafamude                          |           | PSD-CDS            | 50,03 / 100,00 |           | PSD-CDS            | 53,67 / 100,00 |
| Olival                            |           | Partido Socialista | 47,61 / 100,00 |           | Partido Socialista | 51,47 / 100,00 |
| Oliveira do Douro                 |           | Partido Socialista | 54,14 / 100,00 |           | Partido Socialista | 45,77 / 100,00 |
| Pedroso                           |           | Grupo de Cidadãos  | 48,98 / 100,00 |           | PSD-CDS            | 49,25 / 100,00 |
| Perosinho                         |           | PSD-CDS            | 51,03 / 100,00 |           | PSD-CDS            | 56,18 / 100,00 |
| Sandim                            |           | PSD-CDS            | 56,99 / 100,00 |           | PSD-CDS            | 54,97 / 100,00 |
| São Félix da Marinha              |           | PSD-CDS            | 54,75 / 100,00 |           | PSD-CDS            | 49,64 / 100,00 |
| São Pedro da Afurada              |           | Grupo de Cidadãos  | 41,24 / 100,00 |           | PSD-CDS            | 66,39 / 100,00 |
| Seixezelo                         |           | PSD-CDS            | 58,78 / 100,00 |           | PSD-CDS            | 61,39 / 100,00 |
| Sermonde                          |           | Partido Socialista | 46,24 / 100,00 |           | Partido Socialista | 53,70 / 100,00 |
| Serzedo                           |           | PSD-CDS            | 47,01 / 100,00 |           | PSD-CDS            | 50,55 / 100,00 |
| Valadares                         |           | PSD-CDS            | 37,10 / 100,00 |           | Partido Socialista | 42,19 / 100,00 |
| Vila Nova de Gaia - Santa Marinha |           | PSD-CDS            | 49,62 / 100,00 |           | PSD-CDS            | 58,63 / 100,00 |
| Vilar de Andorinho                |           | Partido Socialista | 47,77 / 100,00 |           | Partido Socialista | 49,80 / 100,00 |
| Vilar do Paraíso                  |           | PSD-CDS            | 58,38 / 100,00 |           | PSD-CDS            | 55,42 / 100,00 |